# Evil Activities
Evil Activities é um grupo de DJs de hardcore formado em 1998 na Holanda. Os duo consistia em Telly Luyks e Kelly van Soest; agora Evil Activities consiste de apenas Kelly van Soest.
Evil Activities lançou 3 álbuns: "Dedicated" [2003], "Evilution" [2008], e "Extreme Audio" [2012]. Participou também de 2 álbuns mistos de sua gravadora: "This Is Hardcore" [2012] e "This Is Hardcore: Rebellion [2014]". 
Suas músicas mais famosas são: "Nobody Said It Was Easy", "Evil Inside" e "Broken"; Kelly van Soest também apresenta um podcast chamado "Extreme Audio" na qual já conta com 25 episódios até agora.
Junto com o MC E-Life, tocam em diversos festivais no mundo como Qlimax, Sensation Black, Dominator, Defqon.1, Masters of Hardcore, Decibel etc.

## Álbuns
- Dedicated, 2003[1]
- Evilution, 2008[1]
- Extreme Audio, 2012[1]

## Greatest Hits
- Evil's Greatest Activities, 2013[3]